# 문양식
문양식(文羊識, 1989년 2월 26일 ~ )은 전 KBO 리그 롯데 자이언츠의 투수이다.